# Christopher Pike
Christopher Pike je fiktivní postava ze sci-fi světa Star Treku. Působí jako kapitán hvězdné lodi USS Enterprise předtím, než velení převzal kapitán James T. Kirk.
Postava Christophera Pikea byla velícím důstojníkem v prvním, původně nevysílaném pilotním díle seriálu Star Trek s názvem „Klec“ (1965). Zde jej zvárnil Jeffrey Hunter. Část záběrů z „Klece“ byla následně využita ve dvojepizodě „Zvěřinec“ (1966), kde se v roli Pikea objevil Sean Kenney. V rebootové filmové sérii hrál kapitána Pikea v letech 2009 a 2013 Bruce Greenwood. Ve druhé řadě prequelového seriálu Star Trek: Discovery jej v roce 2019 ztvárnil Anson Mount, který Pikea také hraje od roku 2022 v souvisejícím seriálu Star Trek: Podivné nové světy.

## Popis
O osobním životě kapitána Pikea je toho známo velmi málo. Podle pilotní epizody pochází ze Spojených států z města Mojave. Velení hvězdné lodi USS Enterprise (NCC-1701) převzal po kapitánu Robertu Aprilovi.
Z pouhých dvou epizod, z toho jedné dvoudílné, vychází, že kapitán Pike je znaven velením hvězdné lodi a především s tím spojenou odpovědností za životy členů posádky. Později se stává admirálem Hvězdné flotily, ale utrpí vážná poranění od delta záření při záchraně několika kadetů Akademie a končí na invalidním vozíku. Jeho jediným způsobem komunikace je pípací zařízení na jeho vozíku. Informace o něm končí na planetě Talos IV, kde mu zdejší rasa za pomoci jejich mentálních schopností vrátí představu normálního života.

## Výskyt
Kromě uvedených epizod jsou o kapitánu Pikeovi zmínky v dalších epizodách. Díl „Zrcadlo, zrcadlo“, kde je ovšem vyprávěn příběh z alternativní reality „zlého světa“, uvádí, ústy pana Spocka, že kapitán James Kirk se stal kapitánem právě když zabil kapitána Pikea. V epizodě „Slzy Proroků“ seriálu Star Trek: Stanice Deep Space Nine je Benjamin Sisko vyznamenán medailí kapitána Pikea.

### Klec
V pilotním díle „Klec“ dorazí Christopher Pike jako kapitán hvězdné lodi USS Enterprise na planetu Talos IV, kde je uvězněn rasou Talosianů, kteří jsou schopni evokovat představy a halucinace nerozeznatelné od reality a chtějí Pikea využít pro rozšíření rasy, která by za ně prováděla fyzické úkony. Pikeovi se podaří z planety uniknout a Talos IV je Federací označen za zakázanou zónu.

### Discovery

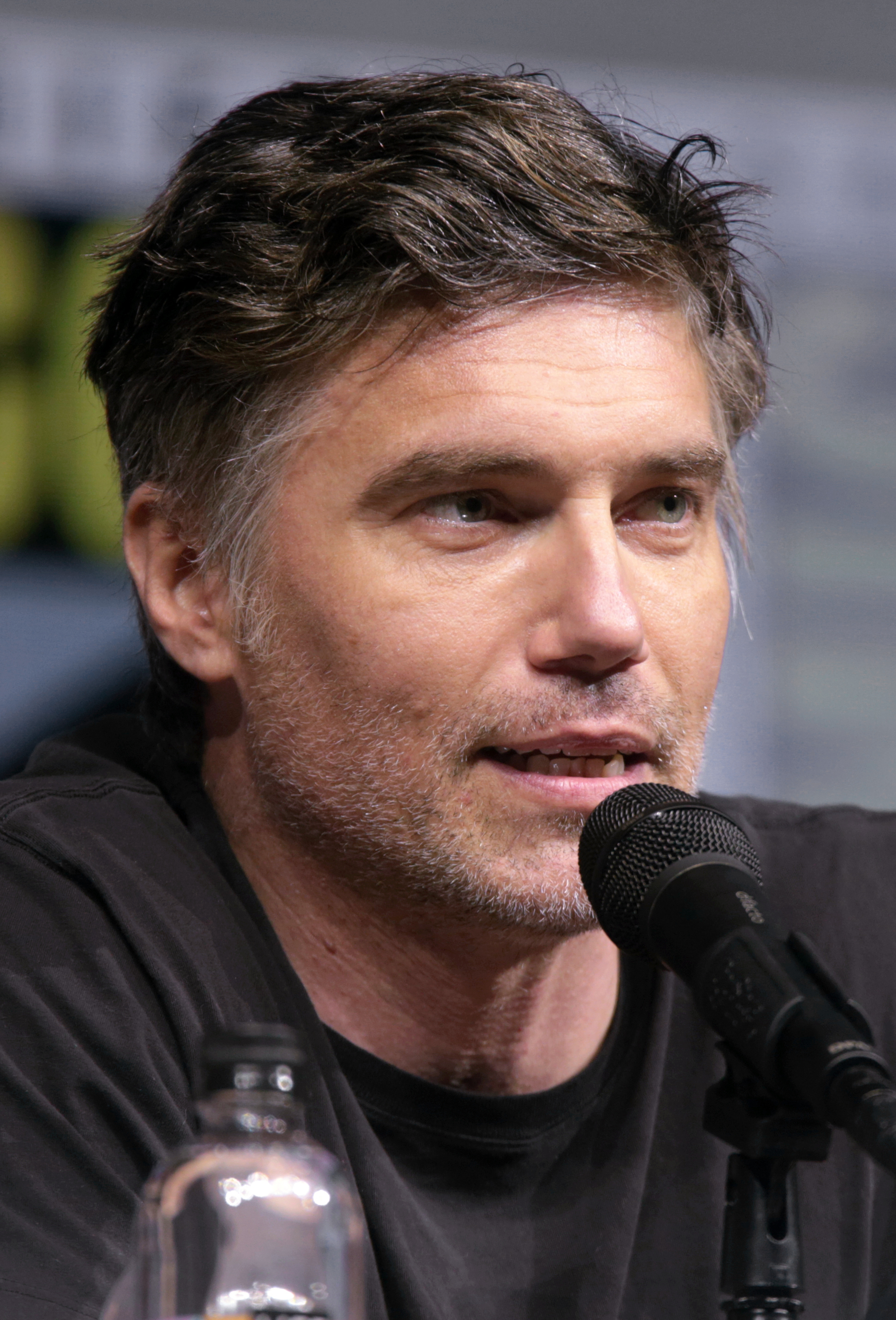
Anson Mount ztvárňující Christophera Pika v seriálech Discovery a Podivné nové světy

Ve druhé řadě seriálu Star Trek: Discovery, prequelu původního seriálu, ale odehrávajícího se po díle „Klec“, převezme Christopher Pike dočasné velení lodi USS Discovery poté, co byla Enterprise poškozena pokusem o snímání záhadných krátkých záblesků rozmístěných po celé galaxii. S Discovery se tak pustí do jejich zkoumání a zamíří na souřadnice, kde se objevily. To vede k bitvě s umělou inteligencí tajné služby Hvězdné flotily, která se vymkla kontrole a ovládla lodě této tajné služby zvané Sekce 31. Mezitím se Pike vrátí k velení na Enterprise. Kvůli zastavení umělé inteligence musí Discovery i se svou posádkou odcestovat o 930 let do budoucnosti, do 32. století. Po bitvě posádka Enterprise ohlásí, že Discovery byla zničena, aby ochránila před touto umělou inteligencí Discovery i unikátní formu života v její paměti.

### Podivné nové světy
V seriálu Podivné nové světy se Pike po modernizaci Enterprise vrátí do jejího velení a získá částečně obměněnou posádku, se kterou se pustí do nových dobrodružství. Zároveň se Pike musí vyrovnat s vědomím svého osudu těžké invalidity, což se dozvěděl během velení na Discovery, když musel získat časový krystal.

### Zvěřinec
V dvojepizodě „Zvěřinec“ je Christopher Pike zobrazen jako invalida po zásahu delta zářením. Za pomoci svého bývalého (a současného Kirkova) prvního důstojníka Spocka se dostane zpět na Talos IV, kde má díky Talosianům šanci na normální život, byť pouze v oblasti fantazií a iluzí.

### Alternativní realita

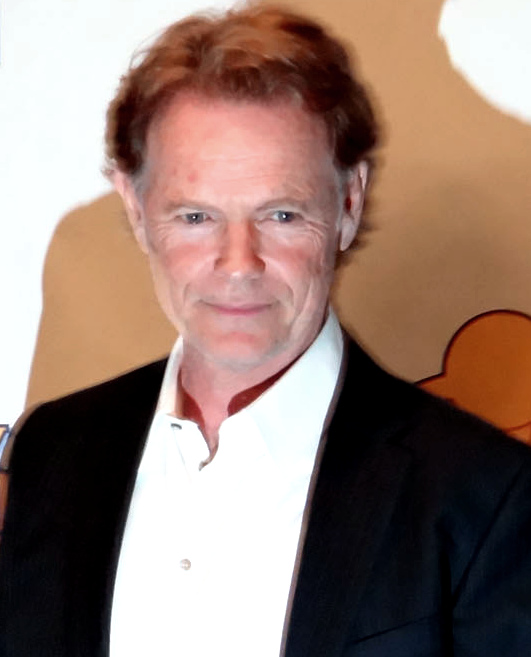
Bruce Greenwood, třetí představitel Christophera Pikea

Celovečerní filmy ukazují Pikea v alternativní realitě, kdy sám přesvědčuje mladého Jima Kirka, aby se dal k Hvězdné flotile. Ten se po absolvování Akademie tajně dostává na Enterprise, které Pike velí, ale vývojem událostí je Kirk nucen převzít velení lodi. V závěru filmu Pike sice také na vozíku, avšak pouze s drobným zraněním a hlavně s možností mluvit a hýbat končetinami, předává nadobro velení Enterprise nejmladšímu kapitánovi v historii Hvězdné flotily - Jamesi Kirkovi.
Ve druhém filmu je Pike zabit při teroristickém útoku spáchaným záhadným Johnem Harrisonem.